# Сюй Яньмэй
Сюй Яньмэ́й (кит. упр. 许艳梅, пиньинь Xŭ Yànméi, р.9 февраля 1971) — китайская прыгунья в воду, олимпийская чемпионка.
Сюй Яньмэй родилась в 1971 году в волости Дапин уезда Нанькан округа Ганьчжоу провинции Цзянси. В 8 лет стала тренироваться в Наньчанской детской любительской спортшколе, в 10-летнем возрасте вошла в сборную провинции, в 1985 году вошла в национальную сборную.
В 1986 году Сюй Яньмэй стала обладательницей серебряной медали Азиатских игр в Сеуле, в 1987 году выиграла Спартакиаду народов КНР, в 1988 году завоевала золотую олимпийскую медаль, в 1990 — две золотые медали Азиатских игр.
В 1992 году Сюй Яньмэй была вынуждена завершить спортивную карьеру из-за проблем со зрением.